# جورجیو گورگونه
جورجیو گورگونه (انگلیسی: Giorgio Gorgone؛ زادهٔ ۱۸ اوت ۱۹۷۶) بازیکن فوتبال اهل ایتالیا است.
از باشگاه‌هایی که در آن بازی کرده‌است می‌توان به باشگاه فوتبال پروجا، باشگاه فوتبال لودیجیانی کالچو، باشگاه فوتبال کیه‌وو ورونا، باشگاه فوتبال کالیاری، باشگاه فوتبال تریستیانا، و باشگاه فوتبال دلفینو پسکارا اشاره کرد.